# سكال لابيسير
سكال لابيسير (بالفرنسية: Skal Labissiere)‏ مواليد 18 مارس 1996 في بورت أو برانس، هو لاعب كرة سلة محترف هايتي. يبلغ طوله 7 قدم 0 بوصة (2.1 م). أمضى مسيرته في كرة السلة الجامعية مع فريق جامعة كنتاكي.

## روابط خارجية
- سكال لابيسير على موقع إن بي أي (الإنجليزية)
- سكال لابيسير على موقع سبورتس رفرنس (الإنجليزية)
- سكال لابيسير على موقع كرة السلة الأوروبية.كوم (الإنجليزية)
- سكال لابيسير على موقع DraftExpress.com (الإنجليزية)
- سكال لابيسير على موقع إي إس بي إن.كوم (الإنجليزية)
- سكال لابيسير على موقع كلية كرة السلة في سبورتس رفرنس.كوم (الإنجليزية)
- سكال لابيسير على موقع ريلجم (الإنجليزية)
- سكال لابيسير على موقع بروبوليرز (الإنجليزية)
- سكال لابيسير على موقع سبورتس رفرنس (الإنجليزية)